# Henrik Borberg
 Der er for få eller ingen kildehenvisninger i denne artikel, hvilket er et problem. Du kan hjælpe ved at angive troværdige kilder til de påstande, som fremføres i artiklen.

Henrik Borberg (født 30. september 1939 i København) er en dansk forlægger, redaktør og forfatter. Han har arbejdet på en række toneangivende danske forlag som redaktør, forlagschef og direktør.

## Tidlige år og uddannelse
Henrik Borberg blev født i København som søn af dramatikeren Svend Borberg (1888-1947) og Eleonora Ibsen (1906-1978). Han var den yngste af tre børn i ægteskabet (efter Steen Borberg og Bergliot Holm). Han gik på Gentofte Kommuneskole, Tølløse Mellemrealskole, Sorø Akademi og Bagsværd Kostskole. Efter 2. g forlod han den akademiske vej for at forfølge en drøm om skuespil, men indså hurtigt, at det ikke var vejen for ham. Han aftjente derefter en kort værnepligt.

## Karriere i forlagsbranchen
I 1960 fik Borberg sin debut i forlagsverdenen som journalistelev på magasinet Alt for Mænd hos Ole Bornemann. Herefter arbejdede han hos Wangels Forlag (1962-64) og Hasselbalchs Forlag (1964-68), først som produktionsleder, senere som presse- og reklamesekretær. I 1968 blev han redaktør på Berlingske Forlag, hvor han arbejdede med håndbøger og populærlitteratur.
Han grundlagde i 1970 Forlaget Multivers i samarbejde med Studenterforeningen, et åbent forlag med fagbøger, digte, romaner og politiske skrifter, men lukkede i 1973 efter Studenterforeningens konkurs. Efterfølgende arbejdede han for Palle Fogtdals Forlag (1973-74) og Teknisk Forlag, før han vendte tilbage til Fogtdal som administrerende redaktionschef.
I 1976 blev han ansat som chef for Schultz Forlag og Boghandel samt Schultz Lovservice, senere direktør for Schultz Medical Information, hvor han udviklede Schultz Patientinformation, der blev solgt internationalt. Her blev han indtil 1984, hvor han også blev en del af digitaliseringen af statens publikationer.

## Digitalisering og e-bøger
Henrik Borberg var en af de første i Danmark til at forudse digitaliseringens indvirkning på bogbranchen. I 1984 skrev han sammen med Bjarne Pedersen en artikel i Det Danske Bogmarked, der siden skabte debat i branchn, hvori han argumenterede for e-bogens fremtid.
I 1984 grundlagde han Borbergs Forlagsbureau, der blandt andet producerede Hvem Hvad Hvor i kommission for Politiken. Den første udgave under hans ledelse blev Danmarks første bog produceret i PostScript, en milepæl inden for digital bogproduktion.

## Akademisk karriere og Multivers
I slutningen af 1980’erne påbegyndte Borberg studier i teatervidenskab, først på Folkeuniversitetet og siden som grundfagsstuderende på Københavns Universitet, hvor han afsluttede en bachelorgrad, bl.a. med topkarakter i dramaturgi. Han tog også hele kandidatgraden, men færdiggjorde ikke den afsluttende eksamen.
Efter en periode hos Dansk Arbejdsgiverforening (1990-92) blev han i 1992 administrerende direktør for Akademisk Forlag, som han ledede frem til 1999, hvor han blev opsagt efter en fusion med Bonnier.
I 1998 genstartede han Forlaget Multivers med væsentlige udgivelser som fx Dantes guddommelige komedie, Marcel Proust: På sporet af den tabte tid, Carl Nielsen Brevudgaven, bogserien Danske Komponister og Thomas Pynchon: Tyngdens regnbue. Forlaget har trods periodevise økonomiske udfordringer været en væsentlig aktør inden udgivelsen af humanistisk faglitteratur i Danmark.

## Personlige forhold og æresbevisninger
Henrik Borberg var gift med Inger Hellstrøm-Møller (f. 1943) fra 1962 til 1973, og de fik sønnen Christian Ulrik Borberg (f. 1962). Han har været medlem af Danske Forlag fra 1971 til 2025 og har haft betydelige poster i brancheorganisationer.
Borberg har modtaget flere priser for sit virke, herunder:
- Karl Mantzius Prisen (2022)[8]
- Forening for Boghåndværks Ærespris (2022)[9]
- Nomineret til Blixen-prisen (2019)[10]
- Poeten Poul Sørensen og fru Susanne Sørensens Legats pris (2011)

Han var medstifter af Det Danske Proust Selskab og bestyrelsesmedlem i Selskabet for Dansk Teaterhistorie (1988-2015). Medstifter af VL-gruppe 20 (1976-2014).
Som forfatter udgav han i 2018 digtcyklussen Mr. Knochengerüsst. Han arbejder (pr. marts 2025) på en større bog om kong Erik af Pommern.
Henrik Borberg er oldebarn af Henrik Ibsen og Bjørnstjerne Bjørnson. Fætter til skuespiller Joen Bille. Halvbror til Claus von Bülow og teatermanden Bjørn Lense-Møller.